# (2592) Hunan
(2592) Hunan (1966 BW) – planetoida z pasa głównego asteroid okrążająca Słońce w ciągu 5,51 lat w średniej odległości 3,12 j.a. Odkryta 30 stycznia 1966 roku.